# Ludwig Kaiser (Kommunalpolitiker)
Ludwig Kaiser (* 14. März 1888 in Cölbe im Landkreis Marburg-Biedenkopf; † 3. Dezember 1972 in Marburg) war ein deutscher Bürgermeister und Mitglied des Provinziallandtages der Provinz Hessen-Nassau.

## Leben
Ludwig Kaiser war ein Sohn des Landwirts Justus Kaiser und dessen Ehefrau Maria Pitz. Er betrieb in seinem Heimatort die elterliche Landwirtschaft und war dort vom 24. August 1924 bis Februar 1930 Bürgermeister.
Von 1930 bis 1932 hatte er als Mitglied der Deutschen Demokratischen Partei ein Mandat für den Kurhessischen Kommunallandtag des preußischen Regierungsbezirks Kassel bzw. für den Provinziallandtag der Provinz Hessen-Nassau.
Von 1951 bis 1968 gehörte er der Gemeindevertretung Cölbe an, deren Vorsitzender er von 1960 bis 1964 war. 